# تولید گاز کلر
گاز کلر را می‌توان با استخراج از مواد طبیعی، از جمله برقکافت سدیم کلرید مذاب و راه‌های دیگر، تولید کرد.

## استخراج گاز

### برقکافت کلریدهای سدیم یا پتاسیم
کلر را می‌توان با برقکافت محلول سدیم کلرید تولید کرد که به فرایند کلرالکالی معروف است. کلر حاصل‌شده برای تولید سود سوزآور (NaOH) و گاز هیدروژن (H2) استفاده می‌شود. کلر همچنین می‌تواند با برقکافت محلول پتاسیم کلرید تولید شود، در این صورت فراورده‌های واکنش، گاز کلر، گاز هیدروژن و پتاس سوزآور (KOH) هستند. سه روش صنعتی برای استخراج کلر توسط برقکافت محلول‌های کلرید وجود دارد که همه طبق معادلات زیر پیش می‌روند:
2 H+ (aq) + 2 e− → H2 (g) :کاتد
2 Cl− (aq) → Cl2 (g) + 2 e− :آند
2 NaCl (یا KCl) + 2 H 2 O → Cl 2 + H 2 + 2 NaOH (یا KOH) :فرایند کلی

#### سلول مبتنی بر جیوه

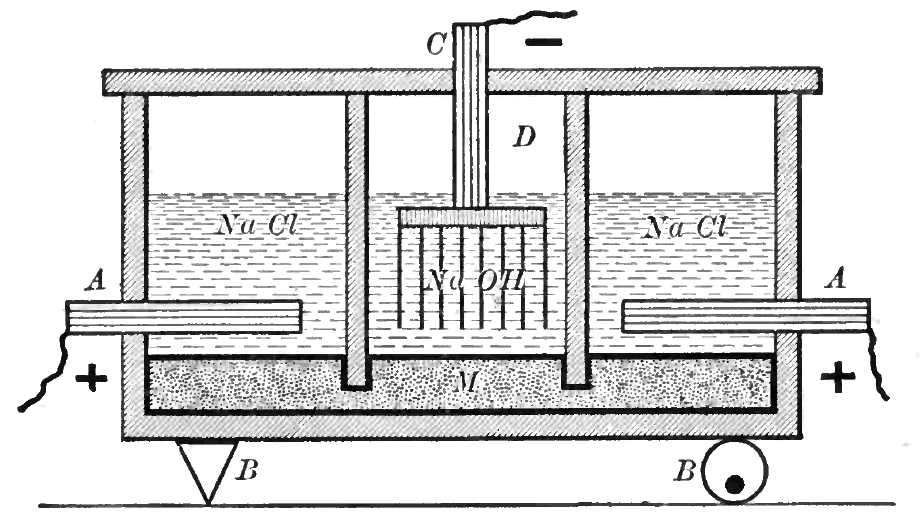
سلول کاستنر-کلنر: سدیم کلرید بین آند "A" و کاتد جیوه "M" در سلولهای جانبی برقکافت می‌شود و کلر به فضای بالای NaCl حباب زده و سدیم در جیوه انحلال می‌پذیرد. محلول سدیم - جیوه به مرکز سلول جریان می‌یابد و در آنجا سدیم با آب واکنش داده و سدیم هیدروکسید تولید می‌کند و جیوه را دوباره خالص می‌سازد.

برقکافت سلول جیوه، که به آن فرایند کاستنر-کلنر نیز گفته می‌شود، اولین روشی بود که در اواخر قرن نوزدهم برای تولید کلر در مقیاس صنعتی استفاده شد. امروزه در سلول اولیه، آند را الکترود تیتانیومی پوشیده شده با روکشی از جنس پلاتین یا اکسیدهای فلزی رسانا در محلول کلرید سدیم (یا پتاسیم) تشکیل می‌دهد که از روی کاتد مایع جیوه، جریان دارد. وقتی اختلاف پتانسیل اعمال می‌شود و جریان برقرار می‌شود، کلر در آند تیتانیوم آزاد می‌شود و سدیم (یا پتاسیم) در کاتد جیوه حل می‌شود و یک آمالگام تشکیل می‌دهد. آمالگام به‌طور مداوم به یک واکنشگاه جداگانه (سلول ثانویه) جریان می‌یابد، جایی که معمولاً با واکنش با آب دوباره به جیوه تبدیل می‌شود. تولید هیدروکسید سدیم (یا پتاسیم) با غلظت تجاری (۵۰٪ جرمی) انجام شده و سپس جیوه مایع توسط یک پمپ واقع در پایین سلول به سلول اصلی بازیافت می‌شود.
فرایند کاستنر-کلنر کمترین بازده انرژی را در بین سه فرایند اصلی (جیوه، دیافراگم و غشا) دارد و همچنین نگرانی در مورد انتشار جیوه و آلودگی محیط وجود دارد.
تخمین زده می‌شود که هنوز حدود ۱۰۰ کارگاه سلول جیوه در سراسر جهان کار می‌کنند. در ژاپن، تولید کلر قلیایی بر پایه جیوه تقریباً تا سال ۱۹۸۷ از بین رفت و فقط دو کارگاه بر پایه پتاسیم کلرید تا ۲۰۰۳ به صورت نیمه‌فعال باقی ماند. در آمریکا، تا پایان سال ۲۰۰۸ تنها پنج کارخانه جیوه باقی مانده‌است. در غرب اروپا تولیدکنندگان متعهد شده‌بودند که تا سال ۲۰۲۰ همه کارگاه‌های باقی‌مانده مبتنی بر جیوه را تعطیل یا ادغام کنند.

#### سلول دیافراگم (دو قطبی)
در برقکافت سلول دیافراگم، یک دیافراگم از جنس آزبست (یا الیاف پلیمری) کاتد و آند را از هم جدا می‌کند و از واکنش مجدد کلر در آند با سدیم هیدروکسید و گاز هیدروژن تشکیل شده در کاتد جلوگیری می‌کند. این فناوری نیز در اواخر قرن نوزدهم توسعه یافت. انواع مختلفی از این فرایند وجود دارد: سلول لسیور (۱۸۹۳)، سلول هارگریوس-برد (۱۹۰۱)، سلول گیبس (۱۹۰۸) و سلول تانسند (۱۹۰۴). سلول‌ها در ساخت و قرارگیری دیافراگم متفاوت هستند، در بعضی از آنها دیافراگم در تماس مستقیم با کاتد است.
سلولهای دیافراگمی با مشکل جلوگیری از انتشار و آلودگی جیوه در محیط روبرو نیستند. آنها همچنین در ولتاژ کمتری کار می‌کنند و در نتیجه باعث صرفه‌جویی در مصرف انرژی می‌شوند.

#### سلول غشایی
توسعه این فناوری از دهه ۱۹۷۰ آغاز شد. سلول الکترولیز توسط یک غشای نفوذپذیر کاتیونی به عنوان یک مبدل کاتیونی به دو بخش تقسیم می‌شود. محلول کلرید سدیم (یا پتاسیم) اشباع شده از محفظه آند عبور کرده و در غلظت کمتری باقی می‌ماند. محلول سدیم هیدروکسید (یا پتاسیم) از طریق محفظه کاتدی گردش می‌یابد و در غلظت بالاتری از آن خارج می‌شود. بخشی از محلول غلیظ سدیم هیدروکسید که از سلول خارج می‌شود، به عنوان محصول جداسازی می‌شود در حالی که باقیمانده با آب دیونیزه رقیق شده و دوباره از طریق دستگاه الکترولیز عبور می‌کند.
این روش نسبت به سلول دیافراگم کارآمدتر است و هیدروکسید سدیم (یا پتاسیم) بسیار خالص با غلظت حدود ۳۲٪ تولید می‌کند، اما به آب نمک بسیار خالص نیاز دارد.

فرایند سلول غشایی برای تولید کلر

## روشهای دیگر
قبل از اینکه از روشهای الکترولیتی برای تولید کلر استفاده شود، اکسیداسیون مستقیم هیدروژن کلرید با اکسیژن (غالباً در معرض هوا) در فرایند دیکن انجام می‌شد:
4 HCl + O 2 → 2 Cl 2 + 2 H 2 O
این واکنش با استفاده از مس (II) کلرید (CuCl2) به عنوان یک کاتالیزور و در دمای بالا (حدود ۴۰۰ درجه سلسیوس) انجام می‌گرفت. درصد جرمی کلر استخراج شده تقریباً ۸۰٪ است. با توجه به مخلوط واکنش خورنده، استفاده صنعتی از این روش دشوار است.
یکی دیگر از روش‌های اولیه تولید کلر، حرارت دادن آب نمک با اسید و منگنز دی‌اکسید بود.
2 NaCl + 2H 2 SO 4 + MnO 2 → Na 2 SO 4 + MnSO 4 + 2 H 2 O + Cl 2
با استفاده از این فرایند، کارل ویلهلم شیله اولین شیمی‌دانی بود که کلر را در یک آزمایشگاه جدا کرد. منگنز را می‌توان با فرایند ولدون بازیابی کرد.
با قرار دادن هیدروکلریک اسید غلیظ در یک فلاسک با بازوی کناری و لوله لاستیکی، مقادیر کمی گاز کلر را می‌توان در آزمایشگاه ساخت. سپس دی‌اکسید منگنز اضافه شده و فرایند متوقف می‌شود. واکنش تا حد کمی گرماده است. از آنجا که کلر نسبت به هوا چگال‌تر است، می‌توان با قرار دادن لوله در داخل یک فلاسک در جایی که هوا را جابجا می‌شود، به راحتی جمع‌آوری کرد. بعد از پر شدن، فلاسک جمع‌کننده را می‌توان متوقف کرد.
روش دیگر برای تولید مقادیر کمی گاز کلر در آزمایشگاه، افزودن هیدروکلریک اسید غلیظ (۵ مولار) به محلول سدیم هیپوکلریت یا سدیم کلرات است.

## اجزای محیطی سلول

### اتاق سلول
بنایی که بسیاری از سلولهای الکترولیتی را در خود جای داده‌است معمولاً اتاق سلول یا خانه سلول نامیده می‌شود، اگرچه برخی از سلول‌ها در فضای باز ساخته شده‌اند. این ساختمان شامل ساختارهای پشتیبانی برای سلول‌ها، اتصالات برای تأمین توان الکتریکی سلول‌ها و لوله‌گذاری برای انتقال مایعات است. نظارت و کنترل دمای مواد و غلظت برای کنترل دمای خروج انجام می‌شود. نظارت و کنترل فشار در هدرهای کلر و هیدروژن نیز از طریق دریچه‌های کنترل فشار انجام می‌شود.
جریان مستقیم از طریق منبع تغذیه اصلاح شده تأمین می‌شود. بار سلول با تغییر جریان سلول‌ها کنترل می‌شود.

### هیدروژن مازاد
هیدروژن تولید شده به عنوان یک محصول جانبی ممکن است به‌طور مستقیم در جو تخلیه شده یا خنک، فشرده و خشک شود تا در فرایندهای دیگر مورد استفاده قرار گیرد یا از طریق خط لوله یا کامیون به مشتری فروخته شود. برخی از کاربردهای احتمالی شامل تولید هیدروکلریک اسید یا هیدروژن پراکسید، همچنین گوگردزدایی از نفت خام یا استفاده به عنوان سوخت در دیگهای بخار یا سلول‌های سوختی است.

### مصرف انرژی
تولید کلر بسیار پر مصرف است. مصرف انرژی در واحد وزن محصول خیلی کمتر از تولید آهن و فولاد نیست و بیشتر از تولید شیشه یا سیمان است.